# Eriksbergs Mekaniska Verkstad
Eriksbergs Mekaniska Verkstads AB är en tidigare industrikoncern och varvsindustri i Göteborg. Företaget bildades 1850 och ombildades till aktiebolag 1876. I samband med varvskrisen övertogs varvet av staten, och 1979 levererades det sista fartyget.

## Historia

### Den första tiden
Den lilla verkstaden ute på Hisingen hade sitt ursprung i en "galvanisk inrättning", Ericsbergs metall och tackjerns-gjuteri, vars tillkomst kungjordes i en annons i Göteborgs Handels- och Sjöfarts Tidning den 18 juli 1850, undertecknad av Carl Christian Barchman (1798-1860) och C. F. Höglund, vilka rekommenderade sin verksamhet till "herrar skeppsredare, kaptener och en hvar som önska smidde jerneffekter galvaniserade". Det var av allt att döma den första specialiserade galvaniseringsverkstaden i Göteborg och i Sverige. Det var först efter tillkomsten år 1852 av en smedja och ett gjuteri som anknytningen till skeppsnäringen fick en mera utpräglad karaktär. I en annons från 1850 meddelas, att verkstaden nu kan utföra:
". . . alla för Skepps-equipering nödiga metall- och jern-arbeten, såsom: Bult, Spik, Låsar, större och mindre Ringklockor, Roderbeslag, m. m., samt alla sorters gjutgods, såsom: Pumpar med häfstänger, Vinchar, Stoppspel, Pumpspel, Gångspelspannor, Spygatt, Blockskifvor och Bussningar af alla dimensioner, Afhållsklampar &c; . . . Likaledes för hushåll: Spislar, Spishällar. Strykugnar , . . Äfven Ornamentet och Grafvårdsstängsel".
Verksamheten var från början inriktad på olika slags galvaniseringsarbeten. 1871 startades ett skeppsvarv i anslutning till verkstaden, och den 29 oktober 1873 levererades det första fartyget, bogserångslupen Aktiv, vilket några veckor senare följdes av systerfartyget Erik. Året därpå levererades Göteborgs första ångfärja: Bonnafröjda. År 1876 ombildas verksamheten till aktiebolag med så småningom David Wilhelm Flobeck (1831–1904) som huvudägare; Eriksbergs Mekaniska Werkstads AB. Varvet kom fram till 1910-talet att vara det minsta av de tre göteborgsvarven. Produktionen bestod främst av passagerarbåtar, ångslupar och bogserbåtar till Danmark, Norge och Finland samt skärgårdsbåtar till Stockholm. Eriksbergs utveckling mot storvarv inleddes 1915 efter det att aktiemajoriteten i bolaget övergått från Erik Flobeck (1873-1917) till redaren Dan Broström.
Den 3 maj 1927 eldhärjades varvet svårt, då rörverkstaden, pannhuset, kopparslageriet samt smedjan till stora delar förstördes.

### Eriksbergs utveckling fram till 1960-talet

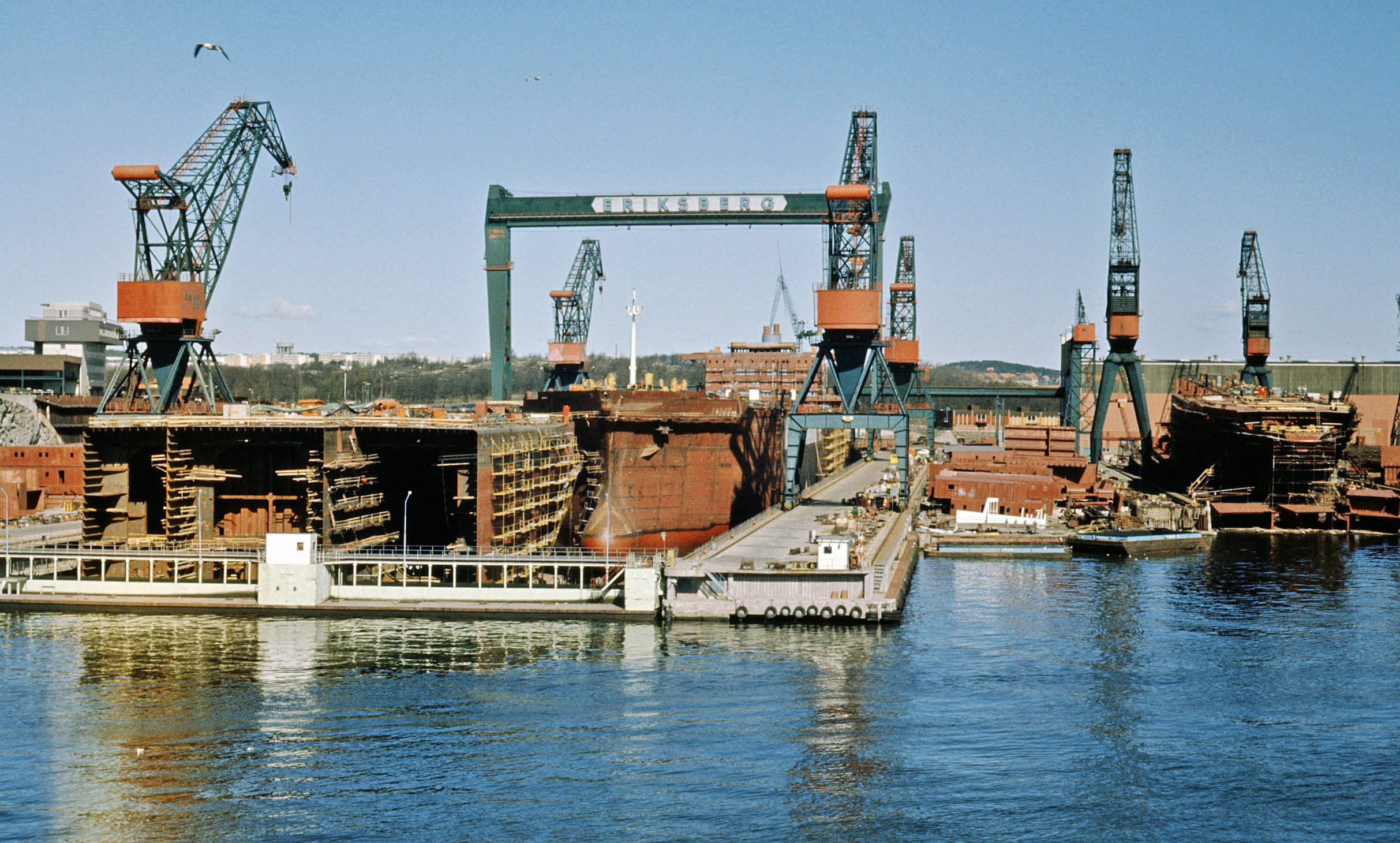
Eriksbergs Mekaniska Verkstad 1973

Eriksberg följde en liknande utveckling som de övriga svenska storvarven; Kockums Mekaniska Verkstads AB, AB Götaverken och AB Lindholmens Varv - dels genom första världskriget och under mellankrigstiden fram till 1940; en successiv utbyggnad som styrdes av sjöfartskonjunkturen men i synnerhet av de norska och svenska redarnas behov av nybyggen. I detta avseende hade Eriksberg en fördel genom direktägandet av den solida familjen Broström - senare genom deras huvudbolag Ångfartygsaktiebolaget Tirfing. Med ett relativt blygsamt aktiekapital - 6,5 miljoner kronor i början av andra världskriget - kunde sedan Eriksberg göra reella nettovinster på i genomsnitt 40-50 miljoner kronor per år under hela 1940-talet. Orsaken till dessa extraordinära vinster var tillskapandet av en förmånlig krigskonjunkturskatt, men även de stora förtjänster som kunde göras på reparationer av krigsskadat tonnage och den starka efterfrågan på ersättnings- och nybyggnadstonnage till främst nordiska rederier både under och efter kriget. De stora vinsterna från varvsrörelsen återinvesterades inom sjöfart och industriellt ägande av ägarna Broströmskoncernen och bidrog till att denna koncern kunde växa till en av landets vinstrikaste under slutet av 1950-talet.
Eriksberg och Kockums hade tidigt valt att licenstillverka Burmeister & Wains dieselmotorer - till skillnad från Götaverken som valt egen tillverkning. Detta innebar ett visst försprång för tillverkning av allt större tankfartyg och under 1950-talet slogs flera storleksrekord. När man i mitten av 1950-talet närmade sig 40 000 dödviktston, trodde många att den övre gränsen var nådd. Eriksberg kom till slut att bygga ULCCs på 460 000 dödviktston i mitten av 1970-talet.
Ekonomiskt utvecklades Eriksberg fortsatt starkt till mitten av 1960-talet,  liksom konkurrenterna i Sverige. Kockums och Götaverken var båda börsnoterade företag, medan Eriksberg och Lindholmen ägdes av rederier. Under 1950- och 1960-talen var Eriksberg det mest lönsamma varvet i landet, och att arbeta på Torpet - som Eriksberg kallades i folkmun - och på varven i allmänhet var då ett statusjobb i det industriella Göteborg. Men "finast" ansågs det vara att arbeta på konkurrerande Götaverken - Herrgårn i folkmun.

### De ekonomiska problemen börjar

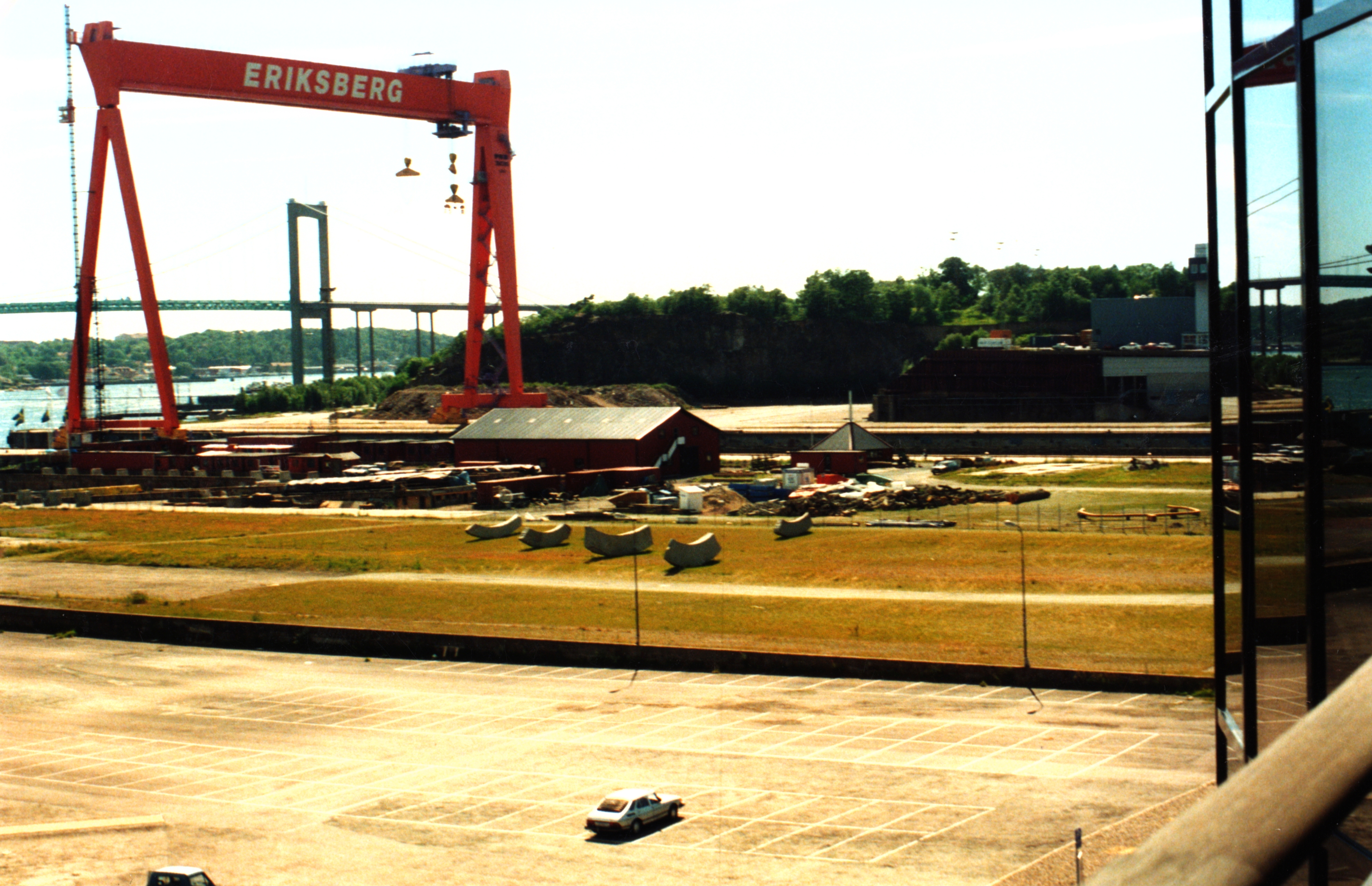
Eriksbergsområdet på 1990-talet.

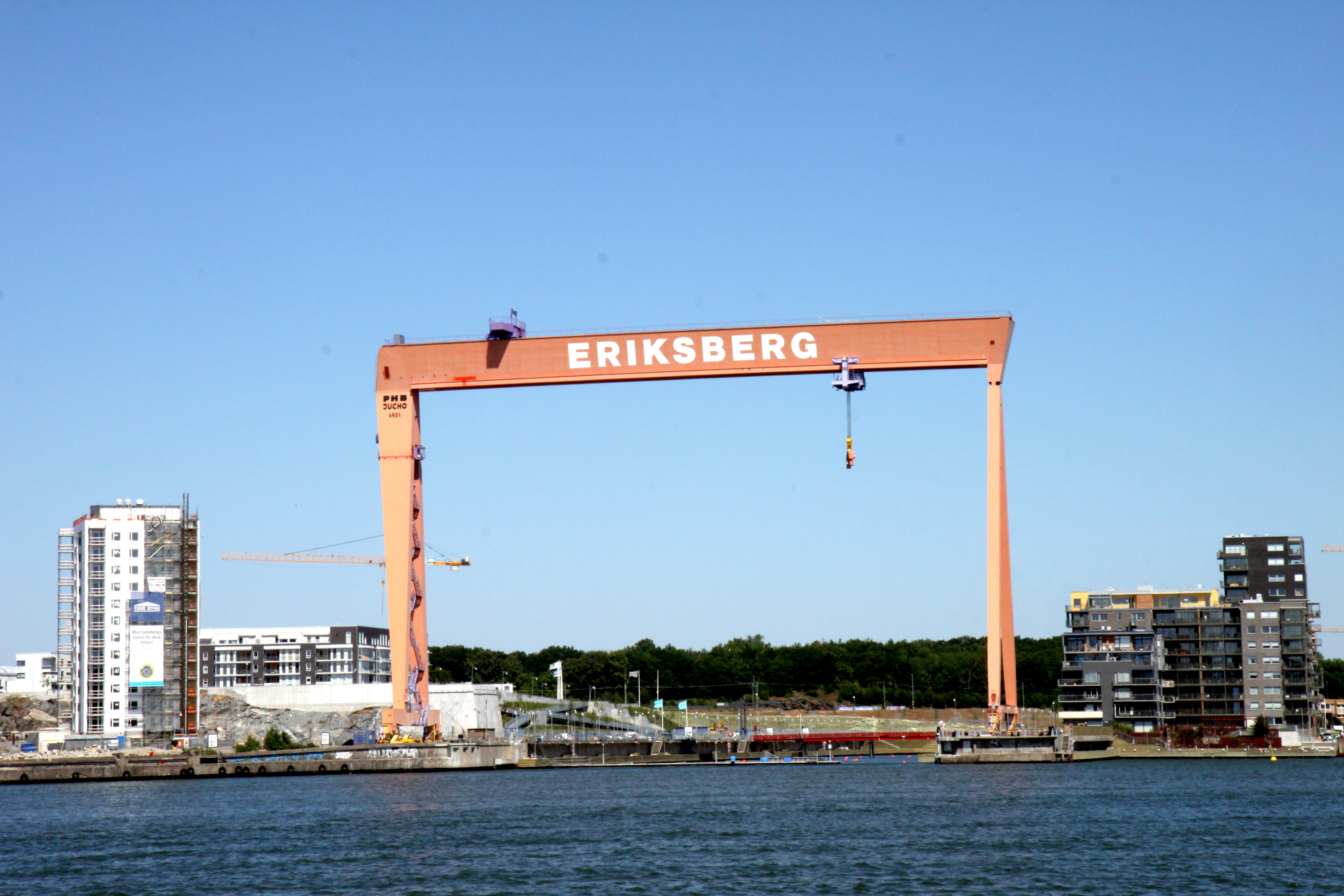
Eriksberg år 2009 med den bevarade bockkranen. Den 1 750 ton tunga och 80 meter höga kranen byggdes delvis av NOHAB i Trollhättan samt i Köln och uppfördes 1969, i samband med en utbyggnad av torrdockan och fick en lyftkraft på 450 ton. År 1993 omvandlade Eriksbergs Förvaltnings AB bockkranen till en utsiktsattraktion, med hiss upp till den 112 meter långa utsiktsterrassen.

Det sista lönsamma decenniet var 1960-talet, då konkurrensen från den japanska varvsindustrin blev alltmer tydlig. När norska redare fick svårigheter att refinansiera sina fartygsköp, speciellt i USA, ställdes krav på de svenska varven att lämna krediter till redarna på liknande sätt och till subventionerade räntor och villkor som de japanska varven gjorde. Att de svenska varven tvingades till bankrörelse stod knappast högst på önskelistan. Eriksberg lyckades dock – till skillnad från konkurrenterna Götaverken och Kockum – att bibehålla en hög soliditet och gå igenom de sista åren av 1960-talet relativt oskadade. Både Kockum och Götaverken var konkursmässiga och räddades genom ingripande av staten i fallet Götaverken och Skandinaviska Banken i fallet Kockum.

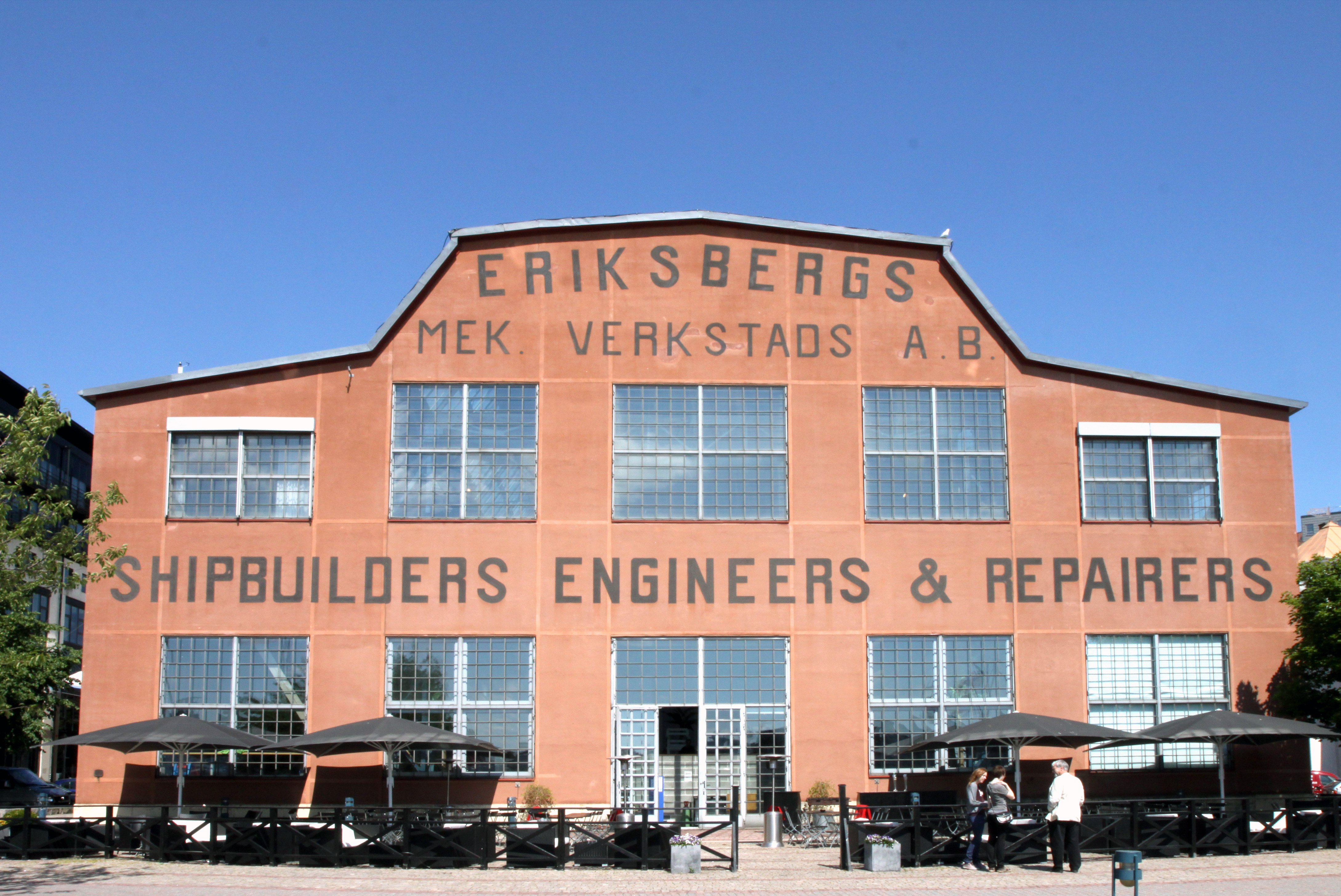
Maskinverkstaden vid Eriksberg, uppförd 1923. Här licenstillverkades Burmeister & Wein's fartygsdieselmotorer.

En bit in på 1970-talet stod det klart för ledningen att det fanns en överlevnadsrespit på bara några år. Löneökningarna som genomdrivits av facket i början av 1970-talet hade ökat kostnadsläget med nära 25% under ett par år. Den svenska valutapolitiken med återkommande devalveringar hade i sig fördyrat importen för varven. När det stabiliserande valutasystemet övergavs 1973 och USA-dollarn blev flytande, stod det klart att slutet var nära för den svenska varvsindustrin. Varvskrisen var nu ett faktum. För Eriksberg hade dock 1970-talet startat relativt positivt, och 1974 blev ett rekordår med 821 840 sjösatta dödviktston. Man förvärvade Lindholmens Mekaniska Verkstad, och man byggde upp det portugisiska varvet Lisnave och senare Setenave, som bland annat levererade förskepp till bolagets supertankers. 1973 sålde man reparationsverksamheten till Götaverken för att bli ett renodlat nybyggnadsvarv.
1974 slog ledningen förutseende larm om det akuta läget för bolaget, vilket fick till följd att verkställande direktören Bengt Eneroth fick avgå efter 30 år i företaget. Han hade medvetet hållit tillbaka investeringar i varvsrörelsen, men drabbades som övriga varv av de begynnande problemen för varvets kunder – redarna. Denna situation kom dock ej att hanteras på genomtänkt sätt av den nya ledningen inom Tirfing, som av industridepartementet tvingades sälja Eriksberg för en krona och sedan teckna onödiga fartygskontrakt. I förlängningen innebar detta nådastöten för Broströmskoncernen – och det börsnoterade Tirfing.

### Eriksberg övertas av staten och avvecklas
Vid denna tidpunkt hade Eriksbergs Mekaniska Verkstad 6 000 anställda. Trots att Eriksbergs exempel nu borde ha tagits på allvar och lett till ifrågasättandet av bland annat investeringsaktiviteterna vid Götaverken och Uddevallavarvet, blev så inte fallet. Miljardbelopp kom här att förloras på grund av överoptimistiska varvschefer.
Eriksberg köptes av staten den 29 april 1975 för 1 000 kronor, och blev 1976 dotterbolag till Götaverken. Båda inordnas 1978 i det statliga Svenska Varv. Under 1978-79 avvecklades successivt all verksamhet vid Eriksberg, och den 31 mars 1979 upphörde all nyproduktion vid varvet. Den 15 juni 1979 levererades slutligen varvets sista fartyg, produkttankern M/T Atland till Broströms.

### Varvsforskning och varvens arkiv
Under perioden 1978-1982 pågick det statligt finansierade forsknings- och kulturarvsprojektet "Svensk varvsindustri i Göteborg". Detta var ett samarbete mellan Svenska Varv, Göteborgs universitet (historiska institutionen och ekonomisk-historiska institutionen), Landsarkivet i Göteborg, samt några av stadens museer, däribland Göteborgs stadsmuseum, Sjöfartsmuseet och Industrimuseet. Syftet var att samla in, ordna, dokumentera och bevara spår av verksamheterna, samt att genomföra forskning med hjälp av materialet. Som en följd av projektet överlämnades Eriksbergs mekaniska verkstads arkiv till Landsarkivet i Göteborg, det omfattar ca 500 hyllmeter.

## Flytdockorna 1962
- Flytdocka I (1915): blocklängd 69 meter, lyftkapacitet 1 850 ton, fartygsstorlek 2 500 dwt
- Flytdocka III (1924): blocklängd 170 meter, längd 196 meter, lyftkapacitet 23 500 ton, fartygsstorlek 40 000 dwt
- Flytdocka IV (1962; nuvarande): blocklängd 222 meter, längd 238 meter, bredd 43,3 meter, lyftkapacitet 30 000 ton, fartygsstorlek 65 000 dwt

Samtliga flytdockor är byggda på Eriksberg.

## Byggda fartyg i urval
- 1873 Bogserbåten Aktiv (nybyggnadnummer 1)
- 1874 Borgvik
- 1874 Färjan 2
- 1913 Passagerarfartyget S/S Kind
- 1915 Ånglustfartyget Athene
- 1916 Sjömätningsfartyget Ejdern
- 1915–16 M/Y Thelma IV, motorkryssare ritad av Carl Gustaf Pettersson för varvschefen Erik Flobeck

## Styrelseordförande
- 1915-16: Dan Broström
- 1916-17: J Albert Janson
- 1917-25: Dan Broström
- 1925-26: J Albert Janson
- 1926-33: S.G. Janson
- 1934- : Herbert Jacobsson

## Verkställande direktörer
- 1917- : Gunnar Engberg

## Galleri

Eriksbergs kontor.
Eriksbergs varv med flytdocka.
Eriksbergs varv.
Torrdockan på Eriksbergs varv.